# سوویکوو (استان اشوی‌داشکسیه)
سوویکوو (به لهستانی: Swojków) یک منطقهٔ مسکونی در لهستان است که در گمینا لیپنگک واقع شده‌است. سوویکوو ۱۰۰ نفر جمعیت دارد.